# Louis Ncamiso Ndlovu
Louis Ncamiso Ndlovu OSM (ur. 15 marca 1945 w Enkaba, zm. 27 sierpnia 2012) – suazyjski duchowny katolicki, biskup Manzini od 1985 do śmierci.

## Życiorys
W dniu 12 kwietnia 1975 roku wstąpił do zgromadzenia Serwitów. Święcenia kapłańskie otrzymał w dniu 4 maja 1978.
1 lipca 1985 papież Jan Paweł II mianował go biskupem Manzini. Sakry biskupiej udzielił mu 12 października 1985 biskup Eshowe w Republice Południowej Afryki - Mansuet Dela Biyase.